# 阿尔戈纳克 (密歇根州)
阿尔戈纳克（Algonac）位于美国密歇根州东南部，是圣克莱尔县的县治。
根据2000年美国人口普查，共有4,613人，其中白人占97.36%。